# Macrocentrus resinellae
Macrocentrus resinellae är en stekelart som först beskrevs av Carl von Linné 1758.  Macrocentrus resinellae ingår i släktet Macrocentrus och familjen bracksteklar. Arten är reproducerande i Sverige. Inga underarter finns listade i Catalogue of Life.